# Conde da Calçada
O título de Conde da Calçada foi criado por decreto de 4 de Outubro de 1872 do rei D. Luís I de Portugal a favor de Diogo de Ornelas de França Carvalhal Frazão e Figueiroa, 1.º Visconde da Calçada e 1.º Conde da Calçada.

## Titulares
1. Diogo de Ornelas de França Carvalhal Frazão e Figueiroa, 1.º Visconde da Calçada, 1.º Conde da Calçada;
2. Eduardo de Ornelas de França Carvalhal Frazão e Figueiroa, 2.º Conde da Calçada.